# (6478) Gault
(6478) Gault (vorläufiger Name 1988 JC1) ist ein Asteroid aus den inneren Regionen des Asteroidengürtels. Der Asteroid wurde am 28. Juli 1999 nach dem Geologen Donald Gault (1923–1999) benannt.

## Beschreibung und Bahneigenschaften
(6478) Gault wurde am 12. Mai 1988 von Carolyn Shoemaker und Eugene Shoemaker am Palomar-Observatorium entdeckt.
Der Asteroid umkreist die Sonne in einem Abstand von 1,86 bis 2,75 Astronomischen Einheiten, einmal alle 3 Jahre und 6 Monate. Sein Orbit hat eine Exzentrizität von 0,19 und eine Inklination von 22,8°.

## Entdeckung eines Schweifes im Januar 2019
Im Januar 2019 wurde entdeckt, dass der Asteroid einen Schweif hat, der sich möglicherweise nach der Kollision mit einem anderen Himmelskörper gebildet hat.
Im März gab die NASA bekannt, es handle sich wahrscheinlich um eine Abgabe von Staubteilchen durch eine zu schnelle Rotation des Asteroiden. Diese zerreißt den Asteroiden langsam, da die Fliehkraft stärker wird als die Gravitationskraft. Ausgelöst wird diese überschnelle Rotation durch den YORP-Effekt.